# We Are the Champions
We Are the Champions ist ein Lied der Rockband Queen. Es wurde am 7. Oktober 1977 zusammen mit We Will Rock You als Doppel-A-Seite aus dem Album News of the World veröffentlicht. Auch auf späteren Kompilationsalben sind die beiden Lieder normalerweise hintereinander. Obwohl es bei seiner Erstveröffentlichung relativ geringen kommerziellen Erfolg erzielte, zählt es zu den bekanntesten Songs der Band.
Das Lied ist besonders bei Siegerehrungen nach Sport-Events sehr beliebt.

## Geschichte
Das Stück wurde von Freddie Mercury geschrieben. Es setzte darauf, das Publikum zum Mitsingen zu bewegen. Brian May bezeichnete es als „sehr einheitsstiftend und positiv.“ Die Leute liebten es, weil es so „aufbauend“ sei.
2001 nahmen Brian May und Roger Taylor für den Film Ritter aus Leidenschaft eine Version des Liedes zusammen mit Robbie Williams auf. 2020 folgte eine Version mit Adam Lambert unter dem Titel You are the Champions, anlässlich der COVID-19-Pandemie.

## Besetzung
- Freddie Mercury: (Hintergrund-) Gesang, Piano
- Brian May: E-Gitarre, Hintergrundgesang
- Roger Taylor: Schlagzeug, Hintergrundgesang
- John Deacon: Bass

## Rezeption und Verwendung
Im September 2011 wurde das Lied von einem Team von Wissenschaftlern aus London zum „eingängigsten Popsong aller Zeiten“ gekürt. Dazu wurden mehrere Tausend Probanden beobachtet.
2014 wurde das Lied kommerziell für den Werbespot des Audi A3 genutzt.
Nachdem Beschwerden darüber, dass der amerikanische Präsidentschaftskandidat Donald Trump das Stück in seinem Wahlkampf verwendete, laut wurden, untersagte Brian May, das Lied im Wahlkampf zu verwenden. („Wir haben uns immer dagegen gewehrt, die Musik von Queen als Wahlkampfinstrument einzusetzen“ – Brian May)

## Kommerzieller Erfolg

### Chartplatzierungen
| ChartsChartplatzierungen       | Höchstplatzierung | Wochen/ Monate |
| ------------------------------ | ----------------- | -------------- |
| Deutschland (GfK)              | 13 (35 Wo.)       | 35 Wo.         |
| Österreich (Ö3)                | 12 (6 Mt.)        | 6 Mt.          |
| Vereinigte Staaten (Billboard) | 4 (41 Wo.)        | 41 Wo.         |
| Vereinigtes Königreich (OCC)   | 2 (12 Wo.)        | 12 Wo.         |

| ChartsJahrescharts (1978)      | Platzierung |
| ------------------------------ | ----------- |
| Deutschland (GfK)              | 19          |
| Österreich (Ö3)                | 25          |
| Vereinigte Staaten (Billboard) | 25          |

### Auszeichnungen für Musikverkäufe
| Land/Region                  | Auszeichnungen für Musikverkäufe (Land/Region, Auszeichnung, Verkäufe) | Verkäufe  |
| ---------------------------- | ---------------------------------------------------------------------- | --------- |
| Brasilien (PMB)              | Gold                                                                   | 30.000    |
| Dänemark (IFPI)              | Platin                                                                 | 90.000    |
| Deutschland (BVMI)           | Platin                                                                 | 500.000   |
| Frankreich (SNEP)            | Silber                                                                 | 125.000   |
| Italien (FIMI)               | 2× Platin                                                              | 200.000   |
| Neuseeland (RMNZ)            | 2× Platin                                                              | 60.000    |
| Spanien (Promusicae)         | Platin                                                                 | 60.000    |
| Vereinigte Staaten (RIAA)    | 4× Platin (Digital) · + Platin (Physisch)                              | 6.000.000 |
| Vereinigtes Königreich (BPI) | Platin                                                                 | 600.000   |
| Insgesamt                    | 1× Silber · 1× Gold · 13× Platin ·                                     | 7.665.000 |

Hauptartikel: Queen (Band)/Auszeichnungen für Musikverkäufe

## Filme
- Hannes Rossacher: Queen, "We Are the Champions" – Die Geschichte der größten Sporthymne aller Zeiten. Arte-Dokumentation, 2024